# Большой Бердяуш
Большой Бердяуш (в верховье Бердяуш) — река в России, протекает по Челябинской области. Устье реки находится в 24 км по правому берегу реки Большая Сатка. Длина реки составляет 15 км. В 6,3 км от устья слева впадает река Малый Бердяуш.

## Данные водного реестра
По данным государственного водного реестра России относится к Камскому бассейновому округу, водохозяйственный участок реки — Ай от истока и до устья, речной подбассейн реки — Белая. Речной бассейн реки — Кама.
Код объекта в государственном водном реестре — 10010201012111100021917.